# 付柱

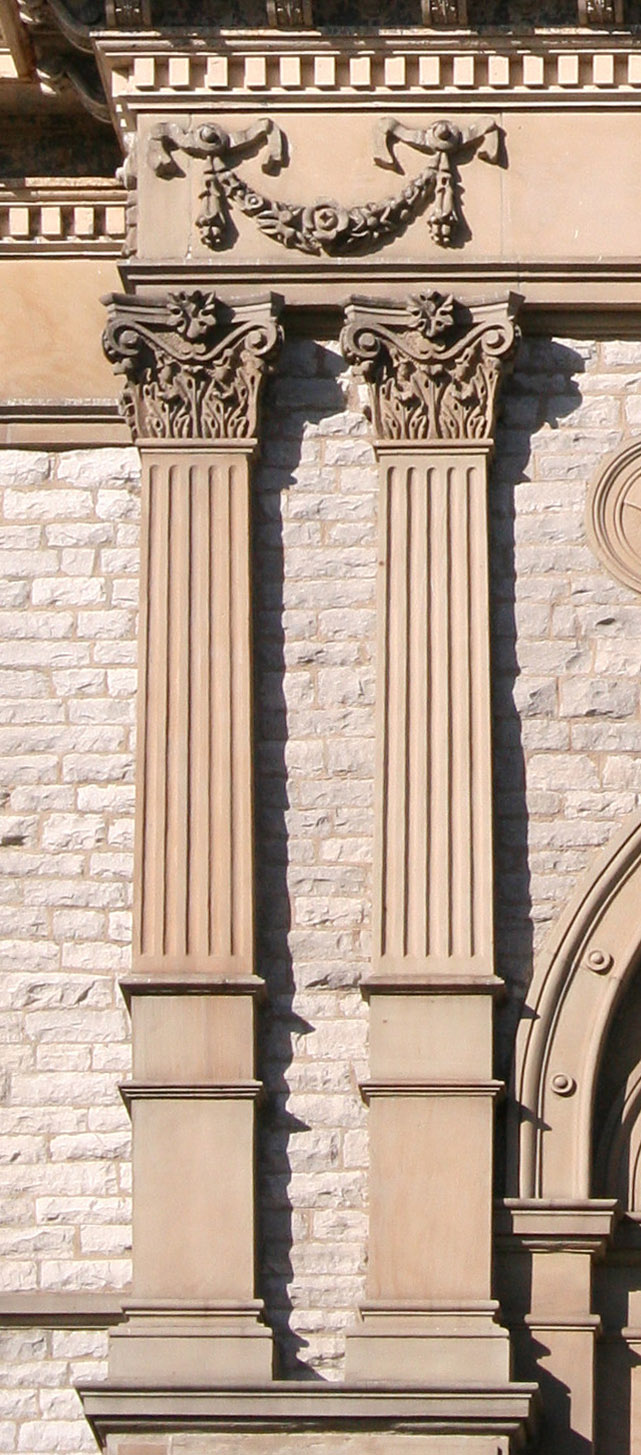
アメリカ合衆国オハイオ州スプリングフィールドの郡庁舎の付柱

付柱、付け柱（つけばしら）またはピラスター（Pilaster）は、壁に貼り付けられた、または埋め込まれた装飾用の柱である。柱頭やエンタブラチュアとともに設置されることもある。付柱はヨーロッパの古典様式の建築意匠で、力学的な支えのような外観を与えるのに用いられるが、あくまで装飾的なものである。付柱とは対照的に、控え壁は壁や屋根を実際に支えるのに用いられる。
付柱はファサードに面したドアや窓の両側によく使われる。ポーチコのようにドアから離れた位置で屋根を支える柱に付随することもある。出入口に彫り込まれたアーキボルトを支えるために使われることもある。付柱の代わりに、エンタブラチュアやバルコニーを支えるためにブラケット（持ち送り）が使われることもある。
付柱の断面は単純な長方形、または古典様式を表すために溝が彫りこまれたものである。付柱はギリシア建築やローマ建築で用いられたもので、イタリア・ルネサンス建築や19世紀のギリシア復興様式の建築にも採用されている。

## ギャラリー

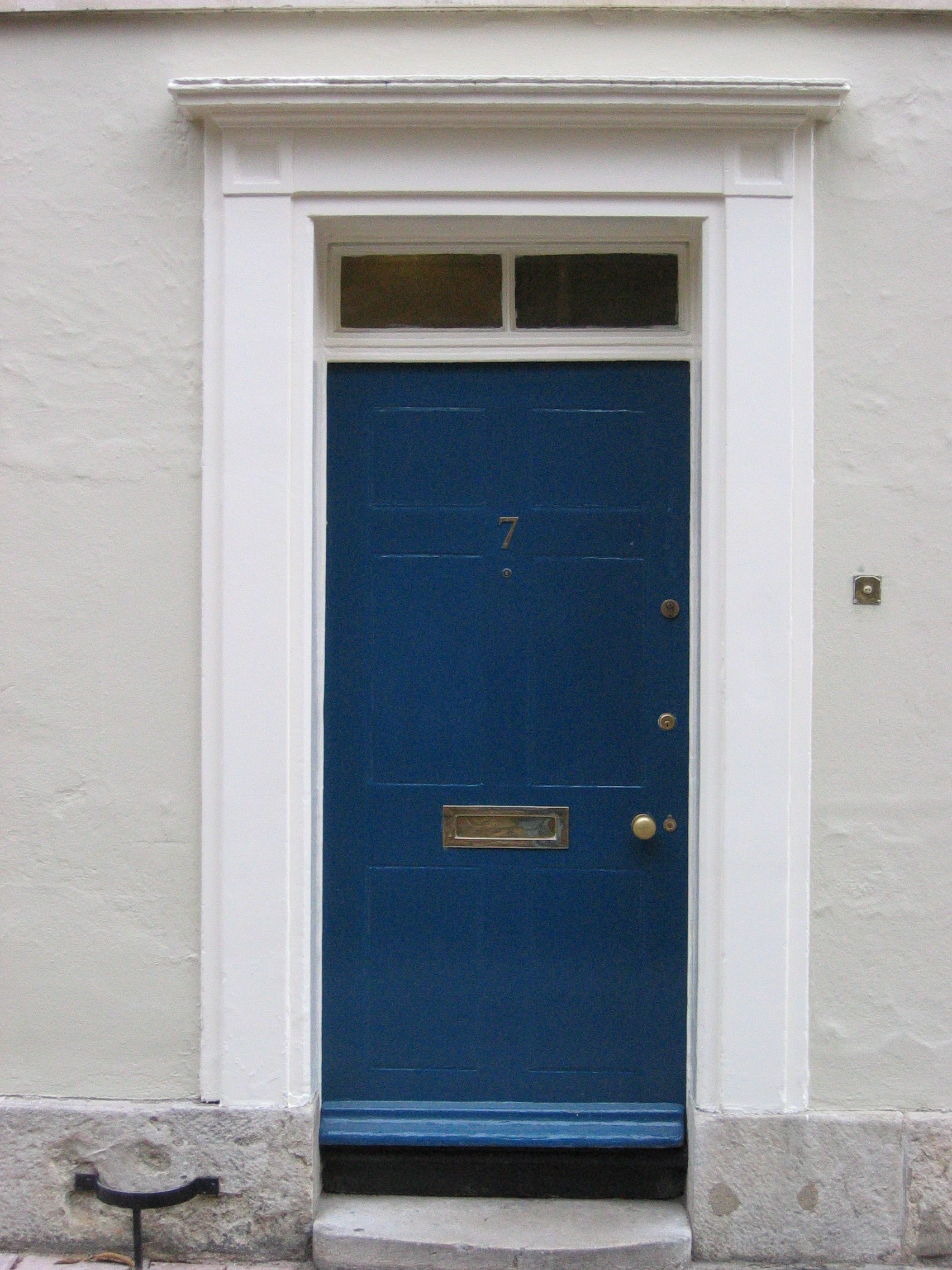
ドアを囲むシンプルな木製の付柱
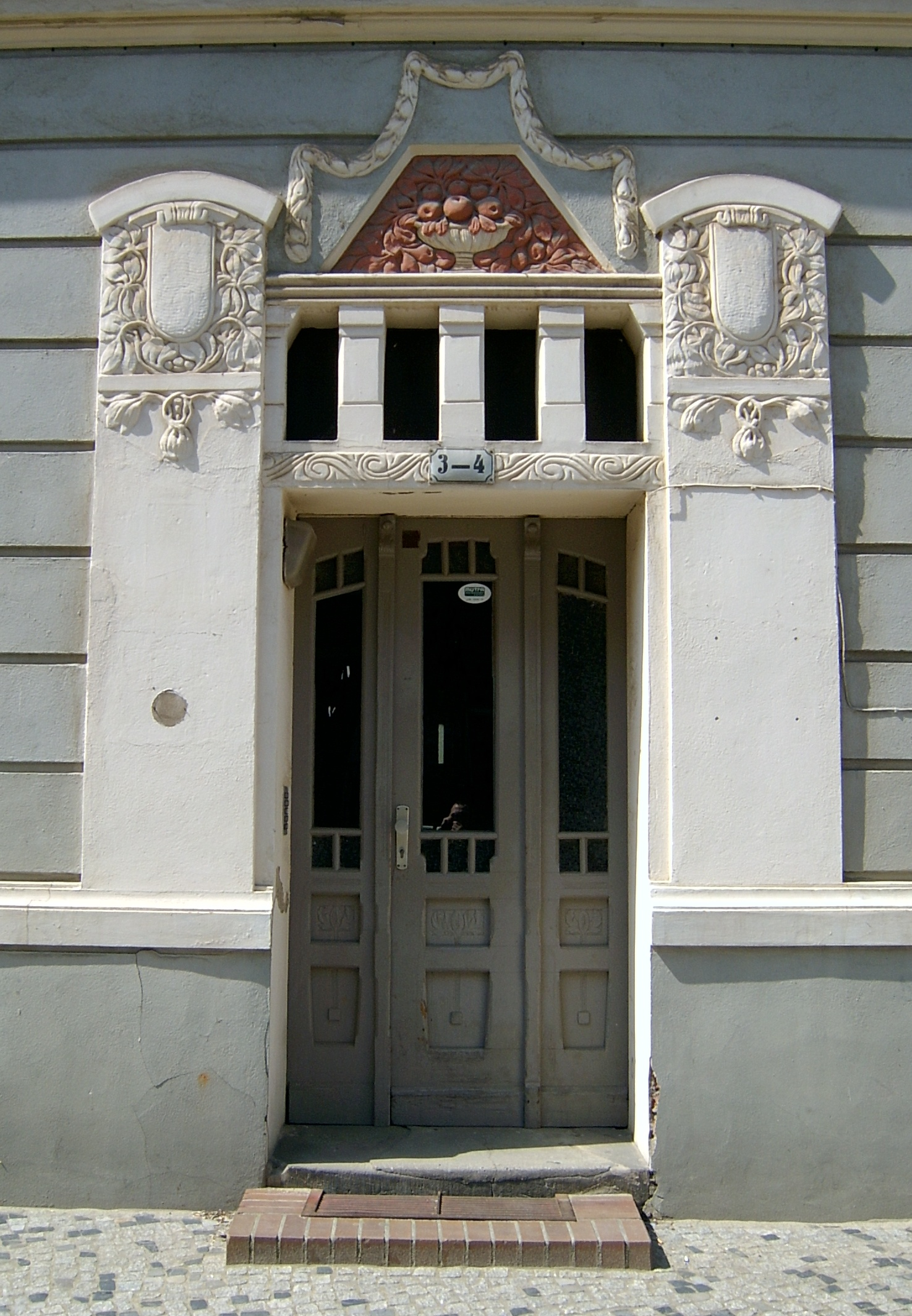
ドイツ、フランクフルトの建物の付柱と柱頭
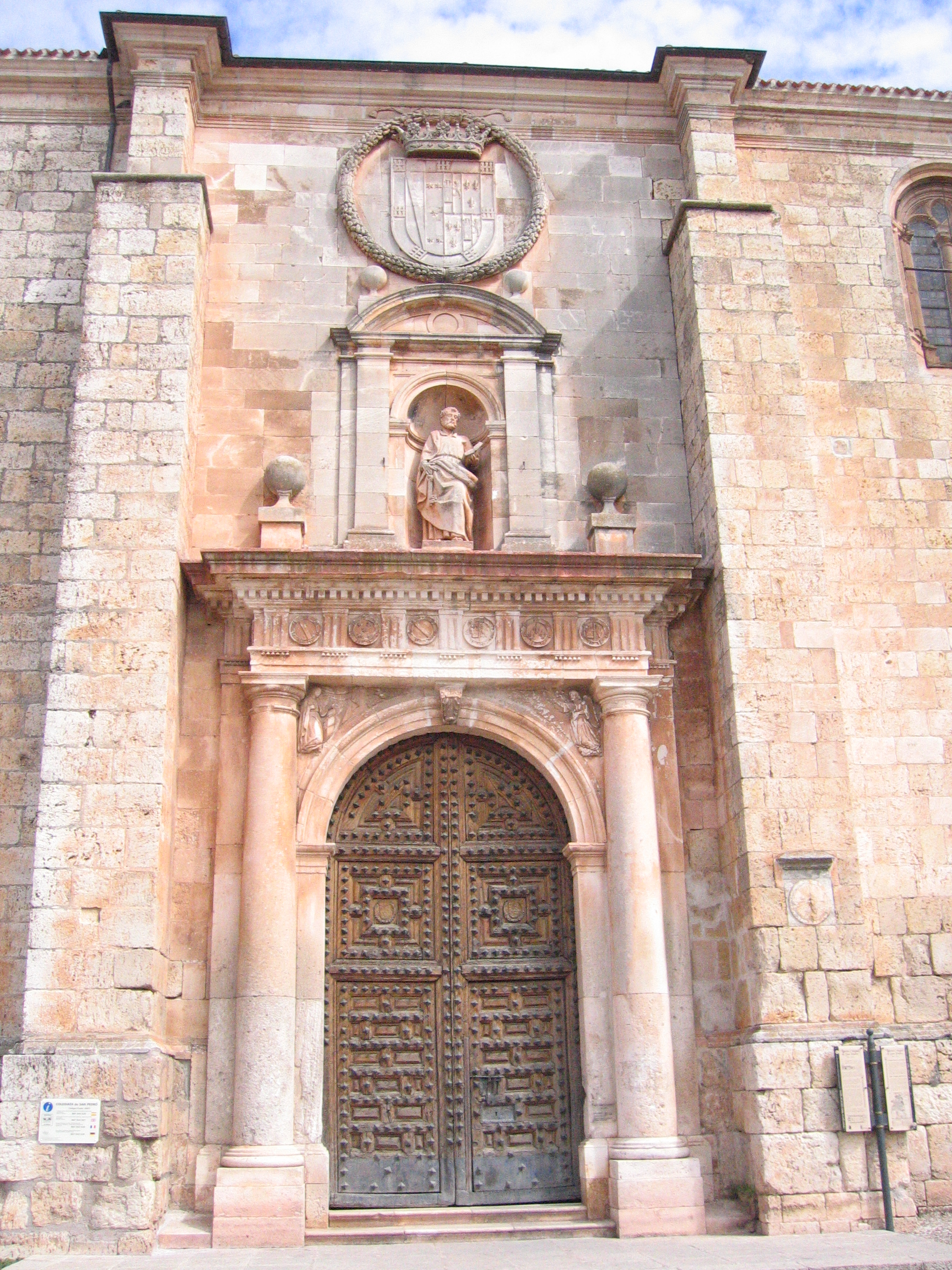
イタリア、レルマの「聖堂参事会の門」